# Болд-Ноб (Арканзас)
Болд-Ноб (англ. Bald Knob) — город, расположенный в округе Уайт (штат Арканзас, США) с населением в 3210 человек по статистическим данным переписи 2000 года.

## География
По данным Бюро переписи населения США Болд-Ноб имеет общую площадь в 11,91 квадратных километров, из которых 11,65 кв. километров занимает земля и 0,26 кв. километров — вода. Площадь водных ресурсов округа составляет 2,18 % от всей его площади.
Город Болд-Ноб расположен на высоте 68 метров над уровнем моря.

## Демография
По данным переписи населения 2000 года в Болд-Нобе проживало 3210 человек, 878 семей, насчитывалось 1257 домашних хозяйств и 1395 жилых домов. Средняя плотность населения составляла около 272 человек на один квадратный километр. Расовый состав Болд-Ноба по данным переписи распределился следующим образом: 89,91 % белых, 6,07 % — чёрных или афроамериканцев, 0,62 % — коренных американцев, 0,59 % — азиатов, 0,03 % — выходцев с тихоокеанских островов, 1,56 % — представителей смешанных рас, 1,21 % — других народностей. Испаноговорящие составили 3,18 % от всех жителей города.
Из 1257 домашних хозяйств в 33,3 % — воспитывали детей в возрасте до 18 лет, 51,9 % представляли собой совместно проживающие супружеские пары, в 13,5 % семей женщины проживали без мужей, 30,1 % не имели семей. 26,7 % от общего числа семей на момент переписи жили самостоятельно, при этом 15,1 % составили одинокие пожилые люди в возрасте 65 лет и старше. Средний размер домашнего хозяйства составил 2,55 человек, а средний размер семьи — 3,08 человек.
Население города по возрастному диапазону по данным переписи 2000 года распределилось следующим образом: 27,2 % — жители младше 18 лет, 10,3 % — между 18 и 24 годами, 27,8 % — от 25 до 44 лет, 20,5 % — от 45 до 64 лет и 14,2 % — в возрасте 65 лет и старше. Средний возраст жителей составил 34 года. На каждые 100 женщин в Болд-Нобе приходилось 92,0 мужчин, при этом на каждые сто женщин 18 лет и старше приходилось 87,9 мужчин также старше 18 лет.
Средний доход на одно домашнее хозяйство в городе составил 26 970 долларов США, а средний доход на одну семью — 36 500 долларов. При этом мужчины имели средний доход в 27 978 долларов США в год против 19 000 долларов среднегодового дохода у женщин. Доход на душу населения в городе составил 13 218 долларов в год. 10,4 % от всего числа семей в округе и 16,5 % от всей численности населения находилось на момент переписи населения за чертой бедности, при этом 22,7 % из них были моложе 18 лет и 20,0 % — в возрасте 65 лет и старше.